# Veldheimweg 1-7
De vier woningen aan de Veldheimweg 1-7 vormen een gemeentelijk monument in Baarn in de provincie Utrecht.
De woningen aan de Veldheimweg werden in 1912 gebouwd door aannemer G. Westerbeek. Het is een van de eerste woningblokken in Baarn. De panden hebben op beide verdiepingen schuifvensters.